# Cefroxadin
Cefroxadin ist ein Antibiotikum, welches zur Behandlung von bakteriellen Infektionen eingesetzt wird. Es handelt sich um ein semisynthetisches Antibiotikum aus der Klasse der Cephalosporine der 1. Generation.
Dieses Antibiotikum wurde in Italien verwendet, jedoch mittlerweile zurückgezogen.

## Indikation
Cefroxadin ist ein Derivat einer 7-Amino-Cephalospransäure (7-ACA) und somit strukturell mit Cefalexin verwandt. Diese beiden Cephalosporine teilen sich ein ähnliches Wirkungsspektrum, unterscheiden sich jedoch dahingehend, dass Cefadroxin wirksamer gegen Escherichia coli und gegen Klebsiella pneumoniae ist.

Struktur von 7-ACA

Allgemein wird Cefroxadin zur Behandlung von bakteriellen Infektionen eingesetzt.

## Wirkungsprinzip
Die Cefroxadin-Moleküle binden sich an spezifische Penicillin-bindende Proteine, welche sich in der bakteriellen Zellwand befinden. Dadurch wird die weitere Synthese der bakteriellen Zellwand gehindert.
Das Antibiotikum wird zu 80–96 % über den Urin ausgeschieden.

## Applizierung
Das Antibiotikum wird oral verabreicht.